# Roy Eldridge
Roy David Eldridge fue un trompetista y cantante de jazz de los Estados Unidos de América. Nació en Pittsburg, Pensilvania, el 30 de enero de 1911, y falleció en Valley Stream, Nueva York, el 26 de febrero de 1989.

## Biografía
Tras aprender a tocar la batería y la trompeta, se une a la orquesta de Oliver Muldoon, con solo 16 años. Después, con el alias de Roy Elliott, forma su propia banda y trabaja con Horace Henderson, para acabar instalándose en New York. Durante la década de los años 1930, trabaja sucesivamente con su hermano Joe, saxofonista, con los McKinney's Cotton Pickers y con Fletcher Henderson, además de actuar asiduamente bajo su propio nombre en clubs históricos como el Savoy o el Kelly's Stables.
En los años 1940, trabaja con Artie Shaw, Gene Krupa, Benny Goodman y los conciertos Jazz at The Philarmonic, junto a Coleman Hawkins. Ya en la década de los años 1960, acompaña con regularidad a Ella Fitzgerald, colabora con la big band de Count Basie y forma un quinteto con Richie Kamuca. 
Su ritmo baja durante los años 1970, en los que frecuenta locales de club, siendo invitado residente en el Jimmy Ryan's de New York, hasta que, en 1980, una crisis cardíaca pone fin a su actividad regular.

## Estilo e influencia
Eldridge es una de las principales figuras de la trompeta en el jazz clásico y, según la crítica consolidada, el nexo de unión entre Louis Armstrong y Dizzy Gillespie, es decir, entre tradición y modernismo. Poseedor de un sonido brioso y veloz, con asombrosa movilidad entre los registros graves y agudos, fue utilizado en muchas big bands como elemento de espectáculo lo que, de alguna forma, lastró su actitud en grupos posteriores. A pesar de que su estilo se basaba más en la intuición y la exuberancia que en su técnica limitada, influyó de forma decisiva en trompetistas más jóvenes, como Gillespie o Miles Davis.
Los temas como «Heckler's Hop», de las grabaciones de Eldridge con el saxo alto y clarinete Scoops Carry, en las que el uso de Eldridge del registro alto se enfatiza particularmente, fueron especialmente influyentes para Gillespie. Gillespie tuvo la oportunidad de participar en numerosas jam sessions y «batallas de trompeta» con Eldridge en el Minton's Playhouse de Nueva York a principios de los años 1940. Haciendo referencia a Eldridge, Gillespie llegó a decir: "Él era el Mesías de nuestra generación". Eldridge escuchó por primera vez a Gillespie en la grabación de «Hot Mallets» de Lionel Hampton en 1939, y más tarde recordó: «He oído ese solo de trompeta y pensé que era yo. Entonces descubrí que era Dizzy». Una escucha cuidadosa de los estándars del bebop, como la canción «Bebop», revela lo mucho que Eldridge influenció este género de jazz. 
Otros músicos importantes influenciados por Roy Eldridge incluyen a Shorty Sherock de la Orquesta de Bob Crosby y los pioneros del bebop Howard McGhee y Fats Navarro.

## Discografía

### Como líder
- The Big Band of Little Jazz (Topaz, 1935-1945)con Dickie Wells, Benny Goodman, Benny Carter, Teddy Wilson, Gene Krupa, John Kirby.
- After You’ve Gone (Decca Records/GRP, 1936-1946) con Ike Quebec, Cecil Payne, Billy Taylor, Sahib Shihab, Wilbur De Paris.
- Heckler’s Hop (Hep, 1936-1939)  con Gene Krupa, Benny Goodman, Helen Ward.
- Roy Eldridge 1943-1944 (Classics); 1945-1947 (Classics).
- Nuts (Disques Vogue, 1950)  con Zoot Sims, Dick Hyman, Pierre Michelot.
- French Cooking (Vogue, 1950-51)  con Raymond Fol, Barney Spieler.
- Roy and Diz (Verve, 1954)  con Dizzy Gillespie, Herb Ellis, Ray Brown, Louie Bellson.
- The Nifty Cat (New World)  con Budd Johnson, Benny Morton, Nat Pierce.
- Oscar Peterson & Roy Eldridge
- Roy Eldridge in Paris (Vogue, 1950/51)
- The Complete Verve Roy Eldridge Studio Sessions by Roy Eldridge (Verve-Kompilation).
- Roy Eldridge and Oscar Peterson (OJC, 1974) Duo-Aufnahmen.
- Litle Jazz and the Jimmy Ryan All-Stars (Pablo, 1975)  con Dick Katz y Major Holley.
- Happy Time (Pablo, 1975)  con Joe Pass, Oscar Peterson, Ray Brown, Eddie Locke.
- R.E./Dizzy Gillespie con the Oscar Peterson Quartet: Jazz Maturity - Where It’s Coming From (Pablo, 1975).
- The Trumpet Kings at the Montreux Jazz Festival 1975 (Pablo)  con Dizzy Gillespie y Clark Terry.
- The Tatum Goup Masterpieces con Art Tatum, John Simmons (Contrabajo) y Alvin Stoller (Batería) 1955, Pablo 1975
- What is All About (OJC, 176)  con Milt Jackson, Budd Johnson.
- Montreux 1977 (Pablo(OJC, 1977) con Oscar Peterson, Niels-Henning Ørsted Pedersen, Bobby Durham.
- Roy Eldridge & Vic Dickenson (Storyville Records), 1978, con Tommy Flanagan.

### Comoacompañanante
Con Count Basie
- Count Basie at Newport (Verve, 1957)
- Basie Swingin' Voices Singin' (ABC-Paramount, 1966)
- Broadway Basie's...Way (Command, 1966)

Con Ella Fitzgerald
- Ella at Juan-Les-Pins (Verve, 1964)

Con Johnny Hodges
- Blues-a-Plenty (Verve, 1958)
- Not So Dukish (Verve, 1958)

Con Illinois Jacquet
- Swing's the Thing (Clef, 1956)

Con Gene Krupa y Buddy Rich
- The Drum Battle (Verve, 1952 [1960])

Con Ben Webster
- Ben Webster and Associates (Verve, 1959)

Con Lester Young
- Laughin' to Keep from Cryin' (Verve, 1958)